# 350년

## 연호
- 동진(東晉) 영화(永和) 6년
- 후조(後趙) 청룡(靑龍) 원년 / 영녕(永寧) 원년
- 전량(前凉) 건흥(建興) 38년
- 대(代) 건국(建國) 13년
- 염위(冉魏) 영흥(永興) 원년

## 기년
- 동진(東晉) 목제(穆帝) 6년
- 신라(新羅) 흘해 이사금(訖解泥師今) 41년
- 고구려(高句麗) 고국원왕(故國原王) 20년
- 백제(百濟) 근초고왕(近肖古王) 5년

## 사건
- 흉노가 사산 제국와 인도를 침략하다.